# Alexandru Marinescu
Pour les articles homonymes, voir Marinescu.
Pour les articles homonymes, voir Alexandra Marinescu et Alexandre Marinesko.
Alexandru Marinescu, né le 19 octobre 1936 et mort le 24 décembre 2019 à Bucarest, est un naturaliste, océanographe et historien des sciences roumain, auteur de travaux scientifiques et de livres de diffusion de la culture scientifique, membre correspondant des Académies des sciences de Roumanie et de Belgique, ayant participé à certains travaux de l'Équipe Cousteau en Mer Noire et Méditerranée, et participé à l'élaboration de films documentaires.

## Jeunesse
Fils unique d'un ouvrier typographe, il est confronté dès sa petite enfance, avec sa famille, aux convulsions des régimes dictatoriaux carliste, fasciste et communiste, ainsi qu'aux ravages de la Seconde Guerre mondiale, mais il est remarqué et aidé par ses professeurs, qui encouragent sa vocation naissante pour les sciences, la biologie et la mer. Grâce à eux, et parce qu'il avait le statut de « soutien de famille » il peut à 22 ans, en 1958, alors que la déstalinisation desserre un peu l'étau de la dictature, commencer des études à la Faculté de Biologie de Bucarest, tout en travaillant comme technicien au muséum national d'histoire naturelle « Grigore Antipa ». En 1963, il est doctorant au Muséum, dans la section de Biologie marine, et étudie les crustacés phyllopodes et amphipodes corophiides de la Mer Noire, puis les espèces invasives comme le gastéropode marin Rapana venosa.

## Carrière
Dans les années 1960-1970 il rédige les guides, cartels, affiches et autres documents du muséum national d'histoire naturelle « Grigore Antipa » et des expositions temporaires, donne des conférences et, en 1968 devient le traducteur et commentateur attitré de la télévision roumaine pour les films documentaires étrangers à sujets naturalistes, qui passent dans une des rares émissions non-politisées de cette époque : Télé-encyclopédie, ce qui le rend assez connu dans le pays même s'il n'apparaît jamais à l'écran. Il est aussi responsable des archives du Muséum, en grande partie inexploitées. Il y découvre, trie et classe de nombreux carnets, dessins et photographies des anciens voyageurs et explorateurs roumains d'avant les dictatures, dont la censure interdit la publication car leurs récits contredisent la version officielle de l'histoire selon laquelle le pays, avant le régime communiste, aurait été une « prison du peuple, arriérée et sous-développée ». Parmi ces documents, il y a le récit complet et l'ensemble des photos de l'expédition « Belgica » par le naturaliste du bord, Emil Racoviță.

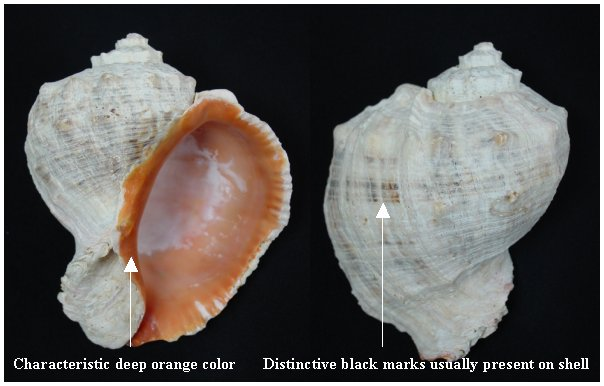
Le gastéropode Rapana venosa, invasif en Mer Noire.

Alexandru Marinescu organise plus de 30 expositions temporaires au Muséum et en 1977 il y rencontre Jacques-Yves Cousteau, explorateur et cinéaste français alors en mission en Mer Noire et aux bouches du Danube. Ce dernier apprécie ses compétences et pour le remercier, il lui obtient une bourse UNESCO pour l'histoire naturelle qui lui permet d'aller visiter les grands Muséums des pays « impérialistes » : Londres, Paris, Nantes, Toulouse, Marseille et Monaco. De Monaco, il participe à une mission de la Calypso de Jacques-Yves Cousteau en mars 1978. En 1981, il fait partie du Comité d'organisation du 16e Congrès international d'Histoire des sciences à Bucarest.
Durant cette période, il est apprécié par ses collègues étrangers et plusieurs lui rendent visite à Bucarest, sans se douter que dans un état communiste, un citoyen ordinaire (c'est-à-dire non-membre de l'appareil d'état) ne peut pas avoir librement des contacts non autorisés avec des ressortissants des « pays impérialistes ». Ces visites, parmi lesquelles celle d'un journaliste du « Monde », Jan Krauze en 1985, attirent sur Marinescu l'attention de la Securitate, police politique communiste, qui enquête sur lui, perquisitionne son domicile, saisit des livres en langues étrangères et l'interroge durant cinq jours en le privant de sommeil. L'enquête ne donnant rien, il est relâché, mais rétrogradé professionnellement et interdit de voyages à l'étranger et de contacts avec des étrangers; ses collègues d'outre-rideau de fer s'étonnent alors de son silence. Quant à ceux du Muséum de Bucarest, ils sont obligés de l'éviter pour ne pas devenir suspects à leur tour.
Heureusement, quatre ans plus tard, lors de la « Libération de 1989 », selon sa propre expression, Alexandru Marinescu retrouve son poste et, comme tous les roumains, bénéficie désormais de la plénitude de ses droits démocratiques, dont ceux de communiquer et de voyager. Il est invité à rejoindre la direction du Muséum aux côtés de Mihai Băcescu, il devient rédacteur-chef adjoint du périodique Noésis de l'Académie roumaine, puis du magazine de vulgarisation scientifique Terra Magazine, et professeur d'éthologie animale à l'Université Titus Maiorescu. Entre 1991 et 1997 il est élu président du comité roumain de l'ICOM (Conseil international des musées, partie de l'UNESCO) et conseiller, entre 1994 et 1996 du ministre roumain de la Culture pour les Musées scientifiques. Il renoue avec  Jacques-Yves Cousteau, qui tourne alors quatre films dans le bassin du Danube, dont un en Roumanie. Il représente la Roumanie dans divers congrès qui le mènent jusqu'en Californie et participe à la première expédition du Muséum Grigore Antipa depuis 1938, en Indonésie. Enfin il est élu vice-président de la section d'Histoire des Sciences de l'Académie roumaine. En 1997 il organise le centenaire de l'expédition « Belgica » au Muséum Grigore Antipa et en 1998 au Muséum des sciences naturelles de Belgique à Bruxelles.
Il prend sa retraite en 2002 à 66 ans mais reste rédacteur-chef du magazine de vulgarisation scientifique Terra Magazine, car à l'exception des anciens de l'appareil d'état communiste, aucun retraité roumain ne pourrait vivre uniquement de sa retraite.

## Expéditions
- En Mer Noire à bord de la Calypso de Jacques-Yves Cousteau (1977).
- En mer Méditerranée à bord de la Calypso (1978).
- En Indonésie, avec ses collègues du Muséum Grigore Antipa (1991).
- Au Canada, le long du fleuve Saint-Laurent, (1992).
- En Mer Noire à bord des navires de l'Instit roumain de recherches marines de Constanza (1991-1995).
- En mer Méditerranée à bord des navires de la Station de Biologie marine de Banyuls, France (1995-1999).

## Livres
- M. Andrei & Alexandru Marinescu, Ilarie Mitrea, 1842-1904, ed. Muzeului de Istorie Naturală "Grigore Antipa", Bucarest 1980.
- Alexandru Marinescu, Conquérants des profondeurs, ed. Ion Creangă, Bucarest 1980.
- Alexandru Marinescu, L'expédition "Belgica", ed. Ion Creangă, Bucarest 1991.
- Alexandru Marinescu & Ștefan Negrea, Sur le traces de Grigore Antipa, ed. Sport-Turism, Bucarest 1992.
- Alexandru Marinescu, Emil Racoviță et l'expédition "Belgica", ed. Ali, Bucarest 1998.
- Alexandru Marinescu, Jacques-Yves Cousteau, amiral des profondeurs, ed. Ali, Bucarest 1999.
- Alexandru Marinescu,Georges de Bellio, mécène des impressionnistes, ed. Muzeului Județean de Artă Prahova (Ploiești) 2003.
- Alexandru Marinescu, L'ombre de la corne du rhinocéros, ed. C. D. Press, Bucarest 1998.
- R. Ionescu & Alexandru Marinescu, Georges de Bellio, 1828-1894, ed. Muzeului Județean de Artă Prahova 2003.
- Alexandru Marinescu, Victoire sur la nuit polaire, 1897-1899, ed. Tehnică, Bucarest 1997.
- Alexandru Marinescu, Le Rameau d'or, ed. de la Fondation Culturelle Roumaine, Bucarest 1998.
- Anca Bănărescu, A. Iftimei, & Alexandru Marinescu, Le film de la grande aventure polaire, ed. Compania, Bucarest 1999.
- Alexandru Marinescu, Voyageurs et explorateurs roumains, ed. C. D. Press, Bucarest 2001.
- Denis Buican, traduit et adapté par Alexandru Marinescu & E. Paraschivoiu, L'épopée du vivant : méandres de l'évolution et aventure de la connaissance, ed. C. D. Press, Bucarest 2004.
- Alexandru Marinescu, Récits d'un chasseur d'images en Afrique : le professeur Ion Drăgescu (Jean Dragesco), ed. C. D. Press, Bucarest 2005.
- Denis Buican & Alexandru Marinescu, Histoire de la Biologie, ed. C. D. Press, Bucarest 2006.

## Principales autres publications
Entre 1968 et 2007, Alexandru Marinescu a écrit environ deux cents articles scientifiques et/ou biographiques dans différentes publications et dans différentes langues (surtout français et roumain)
- 1968 : Dr Ilarie Mitrea, premier chasseur d'images dans l'archipel Indo-Malais. Vânătorul și Pescarul sportiv, 3: 6-7.
- 1970 : Repères pour réaliser un modèle de cœlacanthe Latimeria chalumnae Smith. Revista Muzeelor, 4: (cu N. Pușcașu)
- 1971 : Das "Ilarie Mitrea" Kollektion, in : Naturhistorisches Museum de Vienne. Revista Muzeelor, 8: 512.
- 1971 : Contributions à la connaissance des Polychètes du littoral roumain de la Mer Noire. Travaux du Muséum d'Histoire Naturelle "Grigore Antipa", Il: 41-47.
- 1971 : Le professeur Constantin Motaș à 80 ans. Revista Muzeelor, 8: 564-565.
- 1972 : La collection ichthyologique "Dr Ilarie Mitrea" du Musée d'Histoire Naturelle "Grigore Antipa".

Travaux du Muséum d'Histoire Naturelle "Grigore Antipa", Il: 481-490. (avec E. Rojankovski).
- 1973 : "Fauna oceanică vest-africană" : o nouă expoziție a Muzeului de Istorie naturală "Gr. Antipa". Revista Muzeelor, 2: 130-132.
- 1973 : Données systématiques et écologiques sur la faune de Phyllopodes de l'est de la Plaine Valaque (la région de Balta Albă). Travaux du Muséum d'Histoire Naturelle "Grigore Antipa", 13: 105-108.
- 1973 : Participation of the Museum of Natural History, Bucharest, in the International Fishing Exhibitions at the beginning of the 20lh century. Travaux du Muséum d'Histoire Naturelle "Grigore Antipa", 13: 473-482.
- 1974 : Le Muséum "Gr. Antipa" au 25-ème anniversaire de la proclamation de la République: l'activité muséologique. Travaux du Muséum d'Histoire Naturelle "Grigore Antipa", 14: 489-503. (avec R. Mayer)
- 1974 : Grigore Antipa et ses recherches en baie de Naples. Travaux du Muséum d'Histoire Naturelle "Grigore Antipa", 15: 407-420. (cu Eugen Pora).
- 1975 : Sur la présence de l'espèce Branchinella spinosa Milne Edwards (Anostraca, Thamnocephalidae) dans la faune de la Roumanie. Travaux du Muséum d'Histoire Naturelle "Grigore Antipa", 16: 83-88.
- 1975 : The thirtieth commemoration of the death of Grigore Antipa. Travaux du Muséum d'Histoire Naturelle "Grigore Antipa", 16: 367-369.
- 1975 : Neopililla Bacescui. Tribuna României, 4 (74): 1.
- 1976 : Contributions à la connaissance de la faune du nord-est de la plaine Valaque, entre le Siret, le Danube et la Ialomița. Ordo Euphyllopoda. Travaux du Muséum d'Histoire Naturelle "Grigore Antipa", 17: 199-202.
- 1977 : Contributions à la connaissance de la faune du nord-est de la Plaine Valaque, entre le Siret, le Danube et la Ialomița. La faune des mares temporaires. Travaux du Muséum d'Histoire Naturelle "Grigore Antipa"', 17.
- 1977 : Istoria biologiei românești : ciclu de conferințe. Travaux du Muséum d'Histoire Naturelle "Grigore Antipa", 18: 395-399.
- 1978 : Un explorator și colectionar român în Arhipelagul Malaez : dr. Ilarie Mitrea. p. 367–372, în : Studii și note. Din tradițiile medicinii și ale educației sanitare. Edit. Medicală. Bucarest.
- 1979 : Polydora ciliata (ver Polychète) perforant du gastéropode Rapana thomasiana en mer Noire. Travaux du Muséum d'Histoire Naturelle "Grigore Antipa", 20, pars 1: 35-41 (cu M. Guțu).
- 1979 : Mihai Băcescu à 70 ans. Travaux du Muséum d'Histoire Naturelle "Grigore Antipa", 20, pars 2: 555-562.
- 1979 : Grigore Antipa et l'Académie roumaine. Travaux du Muséum d'Histoire Naturelle "Grigore Antipa", 20, pars 2: 623-629 (avec Mihai Băcescu).
- 1979 : Expositions temporaires du Muséum "Grigore Antipa" de 1957 à 1978. Travaux du Muséum d'Histoire Naturelle "Grigore Antipa", 20, pars 2: 645-647.
- 1979 : Biodiversité et diversité culturelle et artistique en Océanie française, un dialogue millénaire. Travaux du Muséum d'Histoire Naturelle "Grigore Antipa", 20, pars 2: 648-651.
- 1979 : Archives sonores du Muséum "Grigore Antipa". Travaux du Muséum d'Histoire Naturelle "Grigore Antipa", 20, pars 2: 729-738 (cu M. Andrei).
- 1980 : L'évolution des êtres vivants et les grandes crises bio-géographiques au cours des ères géologiques présentée dans l'exposition publique du Muséum d'Histoire Naturelle "Grigore Antipa" (1914-1979). Travaux du Muséum d'Histoire Naturelle "Grigore Antipa", 21: 325-331 (cu L. Apostol și I. Cașoveanu).
- 1981 : Émile Racovitza et la revue "Archives de zoologie expérimentale et générale" à la lumière d'une correspondance inédite. Travaux du Muséum d'Histoire Naturelle "Grigore Antipa", 23: 391-394 (cu Mihai C. Băcescu).
- 1981 : Les études médicales du Dr Ilarie Mitrea dans les années 1860-1865. Travaux du Muséum d'Histoire Naturelle "Grigore Antipa", 23: 395-405 (cu G. Brătescu).
- 1982 : Promotori ai evoluționismului in România. Analele Academiei Române, 32: 22)-229.
- 1982 : Emile Racovitza, un roumain entré dans l'histoire du Laboratoire Arago. Vie et Milieu, 32 (4) (cu Mihai Băcescu).
- 1982 : Modele in mărime naturală ale unor animale rare și de mare importanță științifică. Tehnici de realizare și expunere. p. 281–288, în: Cercetări de conservare și restaurare. Edit. Muzeului Național de Istorie. București (cu N. Pușcașu).
- 1983 : Expozitia consacrată marelui naturalist Charles Darwin. Revista Muzeelor, 3: 20-25.
- 1983 : Exploratorul Emil Holub, donatorul Muzeului de istorie naturală "Grigore Antipa" din București. Revista Muzeelor, 9: 60-67.
- 1983 : Un document din perioada studiilor lui Ion Țuculescu. p. 829–833, în: Momente din trecutul Medicinii. Edit. Medicală, București.
- 1983 : O corespondență științifică inedită: Henri de Lacaze-Duthiers și Emil Racoviță. Une correspondence scientifique inédite : Henri de Lacaze-Duthiers et Emile Racovitza, în Histoire et Nature, 22-23: 65-84.
- 1984 : Din activitatea muzeelor de istorie naturală din Franța. "Muzeul este un factor excepțional de educație și cultură" - interviu cu dr. Robert Julien (Franța). Revista Muzeelor, 9: 83-91.
- 1984 : Eine Briefe Ernst Haeckel's an Grigore Antipa. Travaux du Muséum d'Histoire Naturelle "Grigore Antipa", 24: 313-319 (cu A. Ionescu).
- 1985 : Léon C. Cosmovici, premier élève roumain d'Henri de Lacaze-Duthiers. Noesis, II: 73-82.
- 1985 : Un român in arhipelagul indo-malaez. Magazin istoric, 12: 33-36.
- 1985 : Doctorul Gheorghe Z. Petrescu în scrisorile Alinei Petrescu și ale lui Grigore Antipa. p. 391–394, în: Retrospective medicale, București.
- 1985 : Le Muséum d'Histoire Naturelle de Bucarest (1834-1984) - Aperçu chronologique. Travaux du Muséum d'Histoire Naturelle "Grigore Antipa", 27: 373-417 (cu A. Ionescu).
- 1986 : Momente de referință din evoluția muzeologiei franceze. Revista Muzeelor, 9: 82-88.
- 1986 : Emile Racovitza, l'organisateur d'un hôpital militaire en France, à Banyuls-sur-Mer, pendant la première guerre mondiale. Travaux du Muséum d'Histoire Naturelle "Grigore Antipa", 28: 317-323.
- 1987 : Emil Racoviță - trei scrisori inedite către Léo Errera. Stella polaris, 76 (an XIX).
- 1987 : O mărturie emoționantă asupra ultimelor luni din viața comandantului Adrien de Gerlache. Stella polaris, 76 (an XIX).
- 1987 : Un explorateur roumain en Birmanie. Magazin istoric.
- 1987 : Profesorul Radu Codreanu (1904-1987). Travaux du Muséum d'Histoire Naturelle "Grigore Antipa", 29: 367-370.
- 1987 : Sesiunea anuală de comunicări științifice a Muzeului de Istorie Naturală "Grigore Antipa". Revista Muzeelor, 5: 92-94.
- 1988 : Notă asupra dosarului Ioan Cantacuzino aflat in arhiva Institutului Franței. Bacteriologia, Virusologia, Parazitologia, Epidemiologia, 33 (1): 87-92.
- 1988 : Le professeur Radu Codreanu, notice nécrologique. Bulletin Société de Zoologie de France, 113 (1): 3-4.
- 1989 : "Mémoire sur les phoques antarctiques", un ouvrage inedit d'Émile Racovitza. Noesis, 15: 73-78.
- 1989 : Quelques données sur l'édification du bâtiment du Musée de Zoologie de Bucarest. Travaux du Muséum d'Histoire Naturelle "Grigore Antipa", 30: 383-388.
- 1989 : Le professeur Mihai Băcescu à 80 ans. Travaux du Muséum d'Histoire Naturelle "Grigore Antipa", 30: 401-406.
- 1989 : The first Romanian Scientific exploration of the Black Sea waters (1893), în Ocean Science; their history and relation to man. Deutsche Hydrographische Zeitschrifl Hamburg: 203-208.
- 1989 : Date asupra construcției clădirii Muzeului de zoologie din București. Revista Muzeelor, 5: 78-86.
- 1989 : Sesiunea anuală de comunicări științifice a Muzeului de Istorie Naturală "Grigore Antipa". Revista Muzeelor, 5: 92-94.
- 1990 : Parcul oceanic "Cousteau", o posibilă intâlnire cu Marea în mijlocul Parisului. Revista Muzeelor, 34: 110-114.
- 1991 : Le Professeur Mircea Paucă (23 juillet 1903-19 novembre 1988). Travaux du Muséum d'Histoire Naturelle "Grigore Antipa", 31: 467-471.
- 1992 : Documents des archives roumaines sur l'expédition "Belgica". Noesis, 18: 47-60.
- 1992 : L'évolution du système de dioramas dans les Musées d'Histoire naturelle de Roumanie. Travaux du Muséum d'Histoire Naturelle "Grigore Antipa", 32: 497-506.
- 1992 : Le centenaire du professeur Constantin Motaș. Travaux du Muséum d'Histoire Naturelle "Grigore Antipa", 32: 535-539.
- 1992 : Pe urmele lui Grigore Antipa. Travaux du Muséum d'Histoire Naturelle "Grigore Antipa", 32: 553-554.
- 1992 : Universul fabulos al recifilor de corali. Revista Muzeelor, 3: 11-17 (cu Ștefan Negrea).
- 1992 : O expoziție de excepție la Muzeul de Istorie Naturală "Grigore Antipa". Revista Muzeelor, 3: 24-30.
- 1992 : Une controverse de 1872 sur la définition de la science expérimentale : la polemique entre Claude Bernard et Henri de Lacaze-Duthiers. Travaux du Muséum d'Histoire Naturelle "Grigore Antipa", 32: 507-513. (cu G. Brătescu)
- 1993 : Documents concernant l'expedition "Belgica" dans les archives roumains. Noésis, 17.
- 1994 : La cooperation scientifique franco-roumaine en Roussillon. Annales du Muséum d'Histoire naturelle de Perpignan, 4.
- 1994 : Grigore Antipa, savant aux exceptionnels mérites d'organisateur. Noesis, 20: 139-146.
- 1994 : Grigore Antipa, un extraordinaire homme de terrain. Travaux du Muséum d'Histoire Naturelle "Grigore Antipa", 34: 589-590.
- 1994 : La personnalité complexe et fascinante de Grigore Antipa. Travaux du Muséum d'Histoire Naturelle "Grigore Antipa", 34: 635-642.
- 1994 : Robert Ritter von Dombrovski, repere biografice și câteva considerații asupra activităților desfășurate la Muzeul de Zoologie din București. Revista Muzeelor, 4: 59-65.
- 1995 : Deux grands amis: Émile Racovitza et Grigore Antipa. Réflexions autour de quelques lettres inédites. Travaux du Muséum d'Histoire Naturelle "Grigore Antipa", 35: 691-700.
- 1996 : Buffon et Lamarck - une relation exemplaire. Noesis, 21: 73-76.
- 1996 : Le journal antarctique d'Émile Racovitza, naturaliste de l'expédition "Belgica". Travaux du Muséum National d'Histoire Naturelle "Grigore Antipa", 36: 473-495.
- 1997 : Maurice Jacquet et le début des recherches faunistiques en Roumanie. Travaux du Muséum National d'Histoire Naturelle "Grigore Antipa", 37: 383-392.
- 1997 : Jules Guiart et Emile Racovitza. Noesis, 22: 35-44.
- 1997 : Hommage au professeur Constantin Motaș. Travaux du Muséum National d'Histoire Naturelle "Grigore Antipa", 37: 327-330. (cu Șt. Negrea)
- 1998 : Correspondence des membres de l'état-major de l'expédition Belgica: son importance pour l'histoire des sciences. Noesis, 23: 61-77.
- 1998 : Émile Racovitza. De Banyuls aux glaces antarctiques : son journal. Annales du Muséum d'Histoire naturelle de Perpignan, 8: 25-39.
- 1999 : Georges Pruvot și Emil Racoviță : o corespondență inedită. Travaux du Muséum National d'Histoire Naturelle "Grigore Antipa", 41: 613-624.
- 1999 : Les Musées d'histoire naturelle de Roumanie - situation actuelle. ICOM. Cahiers d'étude, 7: 13-14.
- 1999 : Quelques renseignements concernant les collections d'ethnographie du Muséum National d'Histoire naturelle "Grigore Antipa". Travaux du Muséum National d'Histoire Naturelle "Grigore Antipa", 41: 633-641.
- 1999 : Une correspondance inédite de Roald Amundsen. Travaux du Muséum National d'Histoire Naturelle "Grigore Antipa", 41: 625-631 (cu An. Bănărescu).
- 1999 : Les commencements de l'enseignement parasitologique dans les facultés de medicine de Bucarest et de Jassy. Noesis, 24: 113-123 (cu M. Marinescu).
- 1999 : Mihai Băcescu, necrologie. Nouvelles de l'ICOM, 52 (3-4).
- 2000 : Constantin Motaș : son rôle comme directeur d'institutions muséales. Noesis, 25: 183-188.
- 2000 : Pamfil Polonic, un maestru al desenului științific, colaborator al lui Grigore Antipa. Revista Muzeelor, 1-3: 200-206.
- 2001 : Mutații semnificative în muzeologia contemporană. Revista Muzeelor, 1-6: 35-38.
- 2001 : Emil Racovitza, naturalist aboard the Belgica: his unpublished manuscripts. ln: The Belgica Expedition Centennial. Proceedings of the Belgica Centennial Symposium, 14-16 May 1998, p. 143152, 7 figs. VVB Brussel University Press.
- 2002 : Nicolae Leon (1862-1931) - L'homme et l'œuvre. Noesis, 27: 119-124 (cu Șt. Negrea).
- 2003 : Mircea Paucă, géologue, paléontologue et muséologue (1903-1988). Noesis, 28: 127-131.
- 2003 : Romanian development contributions of Emil Racovitza and Grigore Antipa to the scientific exploration of the Mediterranean, în: Oceanographic History : the Pacific and beyond. K. P. Benson & P. F. Pehbock (Eds) (abstract). Noesis, 27: 123 (cu A.S. Bologa).
- 2004 : Mihai C. Băcescu (1907-1999). Revista Muzeelor, 1-2:158-159.
- 2005 : Aristide Caradga et sa collection de lépidoptères. Revista Muzeelor, 1: 37.
- 2005 : Georges Pruvot et Émile Racovitza. Considerations en marge d'une correspondance inédite. Annales du Muséum d'Histoire naturelle de Perpignan, 14: 3-12.
- 2006 : Presencias rumanos en México entre 1862 y 1867. Transilvania, 11-12: 122-128.
- 2007 : Aristide Caradja et sa grande collection de lépidoptères. Noésis, 32: 147-159.
- 2007 : Academicianul Emil Pop, istoric al științei, în : Istoricul Liviu Mărghitan la a 70-a aniversare. Complexul muzeal Arad, 96-104.

## Publications et institutions créées
- Revue "Terra" 1999.
- Mémorial "Belgica" à Bruxelles 1998.

## Sociétés savantes dont il fut membre
- Comité d'exploration scientifique de la mer Méditerranée (C.I.E.S.M.M.).
- Comité Pelagos du C.I.E.S.M.M..
- Société roumaine d'Histoire de la médecine et de la pharmacie.
- Société des naturalistes de Roumanie.
- Conseil international des Musées (I.C.O.M. : président de la Commission internationale des Musées d'Histoire Naturelle de 1994 à 2000).
- Correspondent de l'Académie royale des sciences, des lettres et des beaux-arts de Belgique
- Vice-président du Comité pour l'Histoire et la philosophie de la Science de l'Académie roumaine.

## Distinctions
- Mérite scientifique de 1re classe en 1991.
- Prix "Dimitrie Sturdza" en 1999.
- Officier du mérite culturel de 1re classe en 2004.

## Source
- Iorgu Petrescu : Alexandru Marinescu at the age of 70, dans Travaux du Muséum d'Histoire Naturelle "Grigore Antipa", Vol.LI, novembre 2008, p. 547-556.